# Гомотюк-Зєлик Ірина
Іри́на Гомотю́к-Зє́лик (19 жовтня 1929, Гусятин — 8 квітня 2015) — українська  художниця ; член Об'єднання митців-українців в Америці. Дочка Евстахія Гомотюка.

## Життєпис
Народилася 19 жовтня 1929 року в містечку Гусятині (нині селище Чортківського району Тернопільської області, Україна). З 1944 року мешкала в Австрії, де у Зальцбурзі закінчила гімназію.
З 1949 року — у Сполучених Штатах Америки. Закінчила Менор коледж у Філадельфії; у 1963 році — малярські студії в Університеті Коннектикуту. Стажувалася у Михайла Мороза.
Кілька років влітку в Українському католицькому університеті в Римі брала участь в упорядкуванні музейних експонатів та картинної галереї. 
Померла 8 квітня 2015 року. Похована у Кергонксоні на цвинтарі Пайн-Буш.

## Творчість
Працювала у галузі станкового живопису. В імпресіоністичному стилі олією писала пейзажі, натюрморти, архітектурні споруди (переважно краєвиди та архітектурні об’єкти Італії та Греції). Серед робіт:
- «Церква в Гантері»;
- «Ріка Гадсон» (1974);
- «Соняшники» (1974);
- «Кастель Ґандольфо;
- Італія»;
- «Куфштайн;
- «Австрія»;
- «Каплиця над албанським озером»;
- «Замок і озеро у Санкт-Ґаллені»;
- «Калина»;
- «Будяки»;
- «Півонії»;
- «Гладіоли» (1993);
- «Незабудки»;
- «Зима в Україні»;
- «Патріарх Йосиф Сліпий» (у співавторстві).

Брала участь у художніх виставках з 1962 року, зокрема:
- у Веслейському університеті (1962);
- 17-й виставці Об'єднання митців-українців в Америці (Нью-Йорк, 1971);
- 18-й виставці Об'єднання митців-українців в Америці (Нью-Йорк, 1974);
- в Університеті Коннектикуту  (1976, 1979, 1982);
- у Центральному Коннектикутському коледжі (1977, 1980);
- 22-й виставці Об'єднання митців-українців в Америці (1979);
- Українсько-канадської мистецької фундації (1982);
- у Менор коледжі (Філадельфія, 1982)[4].

Персональні виставки відбулися у Нью-Йорку у 1975, 2007 роках, Філадельфії, Нью-Гейвені, Чикаго, Кергонксоні у 2008 році.
Деякі роботи художниці зберігаються у Музеї Українського католицького університету в Римі.